# 四棵树乡 (梨树县)
四棵树乡，是中华人民共和国吉林省四平市梨树县下辖的一个乡镇级行政单位。

## 行政区划
四棵树乡下辖以下地区：
四棵树村、七家子村、小郑屯村、三棵树村、王家桥村、李家桥村、十二马架村、长山堡村、后韩家村、安家屯村、傅家街村和田家庙村。